# Le lettere scarlatte
Le lettere scarlatte (The Scarlet Letters) è un romanzo giallo del 1953 di Ellery Queen, con protagonista l'omonimo investigatore dilettante.

## Trama
Dirk e Martha Lawrence sono una giovane coppia di recente matrimonio: lei una ricca ereditiera, lui uno scrittore di gialli di successo. Ma qualcosa non va nel loro rapporto: Martha chiede un incontro segreto per ottenere il consiglio di Ellery Queen su come gestire la gelosia violenta di Dirk; ma è proprio quest'ultimo a presentarsi, sospettando una tresca, e ad aggredire fisicamente Ellery. Dirk si scusa il giorno successivo, e racconta la storia di come suo padre avesse ucciso l'amante di sua madre. La segretaria e innamorata di Ellery, Nikki Porter, amica di Martha, lo prega di seguire la faccenda per dimostrare l'innocenza dell'amica e si trasferisce dai Lawrence per tenere d'occhio le cose (agendo come segretaria di Dick nella stesura di un libro). Presto scopre invece che Martha sta avendo una serie di incontri clandestini con l'attore Van Harrison. Gli incontri sono organizzati con buste innocue che sembrano pubblicità, ma con il nome e l'indirizzo di Martha scritti con inchiostro scarlatto da macchina da scrivere. Inoltre, le buste contengono solo un giorno, un'ora e una lettera sequenziale dell'alfabeto, un codice che viene presto collegato a una guida di New York. 
Quando gli incontri arrivano alla lettera "W", è ormai difficile tenere nascosta la tresca all'irascibile Dirk. Seguirà un omicidio non proprio imprevedibile, ma dietro il quale sarà Ellery ad individuare la mano di uno spietato assassino...

## Edizioni italiane
- Le lettere scarlatte, Garzanti 1955.
- Le lettere scarlatte, collana I classici del Giallo Mondadori n. 231, Arnoldo Mondadori Editore, dicembre 1975.
- Le lettere scarlatte, traduzione di Nora Finzi, collana I classici del Giallo Mondadori n. 888, Arnoldo Mondadori Editore, febbraio 2001, pp. 219.
- Le lettere scarlatte, traduzione di Nora Finzi, collana Oscar scrittori moderni, Arnoldo Mondadori Editore, aprile 2015, pp. 180.